# Fay Coyle
Francis "Fay" Coyle (1 de abril de 1924 - 30 de março de 2007) foi um futebolista norte-irlandês que atuava como atacante.

## Carreira
Coyle competiu na Copa do Mundo FIFA de 1958, sediada na Suécia, na qual a sua seleção terminou na sétima colocação dentre os 16 participantes.